# Стаканчики Богоматери

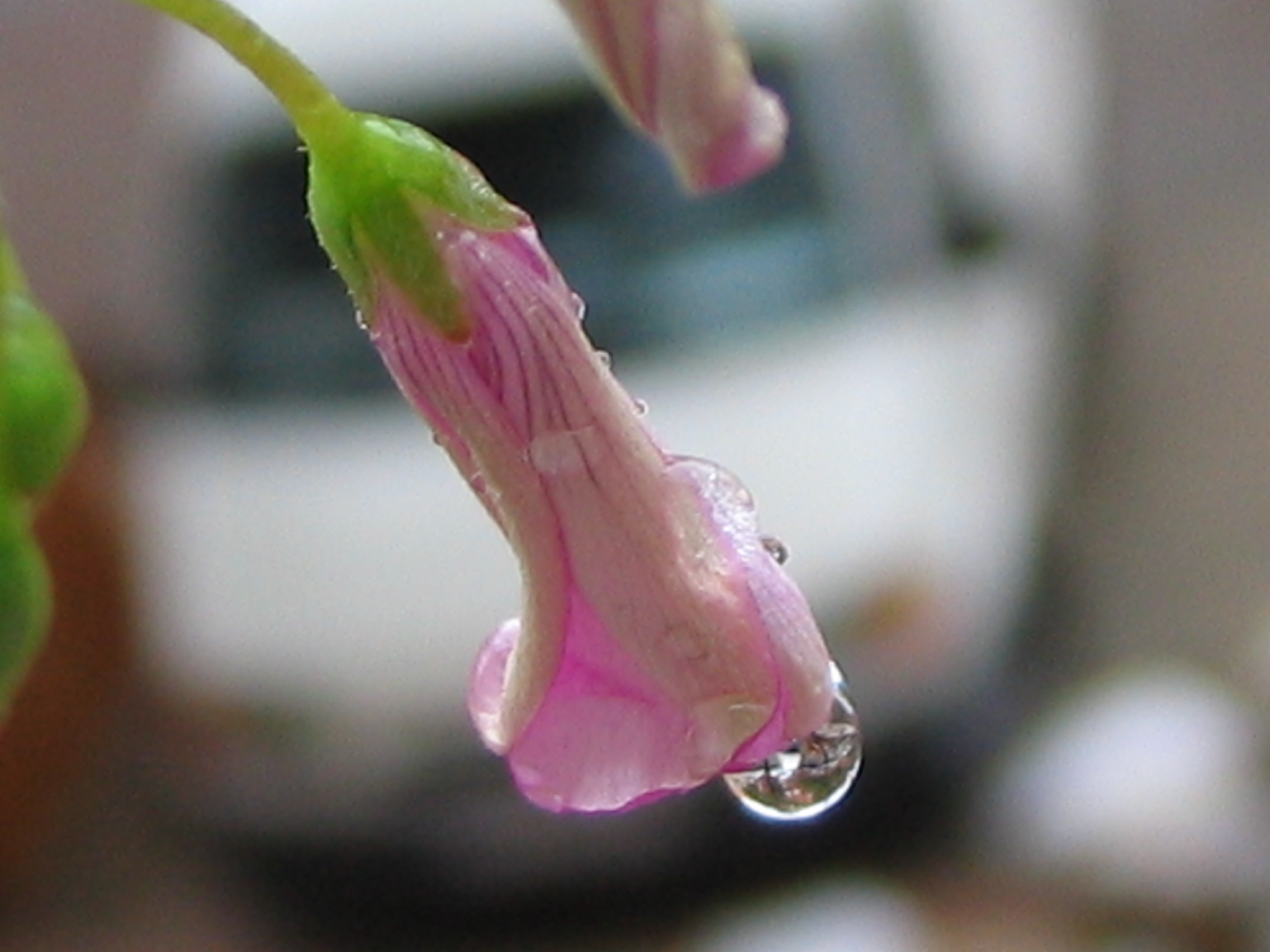
Полузакрытый цветок вьюнка

«Стаканчики Богоматери» (нем. Muttergottesgläschen) — легенда (KHM 207) из сборника сказок братьев Гримм, повествует о происхождении немецкого народного прозвания полевого вьюнка.

## Содержание легенды
Однажды извозчик застрял в дороге со своей повозкой, где находилось вино, да так, что не смог сдвинуть её с места несмотря на все свои старания. Как раз мимо проходила Богоматерь. Увидев тщетные попытки бедняка, и решив его испытать, она обратилась к тому со словами: «Я утомилась и хочу пить, налей мне стаканчик вина, а я тогда помогу освободить твою повозку». «Охотно», отвечал извозчик, «но у меня нет стакана, куда бы тебе налить». Тогда Богоматерь сорвала белый цветочек с розовыми полосками, который называется полевым вьюнком и немного похож на стаканчик, и подала извозчику. Тот наполнил цветок вином, Богоматерь отпила, и в тот же миг повозка освободилась, и бедняк смог двигаться дальше. С тех пор эти цветочки называют ещё «стаканчиками Богоматери».

## Запись и публикация
Легенда внесена во второе немецкое издание книги сказок 1819 года как детская легенда за номером «семь», согласно примечанию братьев Гримм она записана от вестфальского рода Хакстхаузенов из Падеборна.
Единственная история из знаменитого сборника сказок, которая никогда не была опубликована на русском языке по цензурным соображениям.